# Ischnothyreus narutomii
Ischnothyreus narutomii är en spindelart som först beskrevs av Nakatsudi 1942.  Ischnothyreus narutomii ingår i släktet Ischnothyreus och familjen dansspindlar. Inga underarter finns listade i Catalogue of Life.